# قرار مجلس الأمن التابع للأمم المتحدة رقم 1385
قرار مجلس الأمن التابع للأمم المتحدة رقم 1385، المتخذ بالإجماع في 19 كانون الأول / ديسمبر 2001، بعد الإشارة إلى جميع القرارات المتعلقة بالحالة في سيراليون، ولا سيما القرارات 1132 (1997) و1171 (1998) و1299 (2000) و1306 (2000)، مدد المجلس عقوبات ضد استيراد الماس الخام باستثناء تلك التي تسيطر عليها الحكومة من البلاد لمدة 11 شهرًا أخرى، تبدأ في 5 يناير 2002.
ورحب مجلس الأمن بالتقدم المحرز في عملية السلام في سيراليون والجهود التي تبذلها حكومة سيراليون لبسط سلطتها في مناطق إنتاج الماس بمساعدة بعثة الأمم المتحدة في سيراليون. وكان هناك قلق بشأن دور الاتجار غير المشروع بالماس في الصراع. ورحب بإنشاء نظام إصدار الشهادات فيما يتعلق بصادرات غينيا المجاورة من الماس الخام، وبُذلت جهود لكسر الصلة بين النزاع المسلح والاتجار غير المشروع بالماس.
ورحب المجلس، عملاً بالفصل السابع من ميثاق الأمم المتحدة، بإنشاء نظام شهادة المنشأ لتجارة الماس في سيراليون وأنه يحد من تدفق الماس الدموي. تم تمديد القيود المفروضة على تجارة الماس الصراع (باستثناء تلك التي تسيطر عليها الحكومة) لمدة 11 شهرا إضافية. وأشار القرار كذلك إلى أن المجلس يمكنه إنهاء الإجراءات إذا قرر ذلك وطلب من الأمين العام كوفي أنان نشر أحكام القرار الحالي والالتزامات التي يفرضها.

## روابط خارجية
- نص القرار في undocs.org